# Der fidele Bauer
Versions successives
Personnages
- Matthäus Scheichelreuther, le joyeux paysan (ténor ou baryton)
- Stefan Scheichelreuther, son fils (ténor)
- Annamirl Scheichelreuther, la fille de Matthäus (soubrette)
- Lindoberer, un riche paysan (comique chanteur)
- Vincenz, son fils (ténor-bouffon)
- Lisi la rousse, vachère chez le fermier Scheichelreuther (soprano)
- Heinerle, deren Sohn (Sopran oder alto)
- Geheimrat von Grunow (baryton)
- Viktoria, sa femme (alto)
- Horst, fils des deux précédents, lieutenant dans les hussards (baryton)
- Friederike, sa sœur (soprano)
- Zopf, un policier (comique chanteur)
- Trois gars (deux ténors et un basse)
- Raudaschl et Endletzhofer, deux paysans (acteurs)
- Franz, un serviteur (acteur)
- Toni, une femme de chambre (actrice)

Airs
- Heinerle, Heinerle, hab’ kei Geld
- Und ich trag’ a Zipfelhaub’n
- Hollodrioh, Rekruten sind wir vier!
- Morgen muss ich fort von hier
- Jeder tragt sei Pinkerl und steht oft im Winkerl
- Ist man auch ein Bauer

Der fidele Bauer (titre de l'adaptation française Le Joyeux paysan) est une opérette de Leo Fall sur un livret de Victor Léon, créée en 1907 à Mannheim.

## Argument

### Prologue
Une place de village
Matthäus Scheichelreuther n'est pas vraiment riche, c'est un fermier joyeux et veuf depuis de nombreuses années. Sur son lit de mort, sa femme avait exprimé le souhait que Stefan, leur fils unique, devienne un jour pasteur. Maintenant qu'il a son abitur, il est temps de dire au revoir. Stefan fait ses adieux à son père et à sa sœur Annamirl pour étudier la théologie dans la lointaine Vienne.

### Premier acte
Une fête foraine dans un village
Cela fait onze ans que Stefan n'a pas vu sa région natale. Le vieux Scheichelreuther est ravi depuis qu'il a découvert que son fils lui rendrait visite aujourd'hui. Annamirl est également très fière de son frère universitaire. Elle est si fière qu'elle tourne le dos à son ami Vincenz, qu'elle connaît depuis l'enfance. La fête de l'église est célébrée dans le village. Vincenz doit commencer son service militaire demain et aimerait danser avec Annamirl pour lui dire au revoir, mais elle refuse.
Lisi, vachère pour Scheichelreuther, qui à cause de la couleur de ses cheveux est appelée « Lisi le rouge » par tout le village, se promène dans la fête foraine avec son fils illégitime Heinerle. Chaque fois que le garçon exprime un souhait, sa mère lui assure qu'elle n'a pas d'argent.
Stefan vient rendre visite à sa famille. Il s'avère qu'il a rapidement abandonné ses études de théologie et s'est plutôt tourné vers la médecine. Il est arrogant envers la population rurale. Son père doit également réaliser douloureusement que son fils a complètement changé, il a même honte de ses origines paysannes. Il est devenu un imbécile arrogant. Le vieux Scheichelreuther découvre aussi que son fils s'est fiancé à la fille d'un conseiller privé de Berlin et s'apprête à s'y rendre aujourd'hui, car il épousera sa fiancée dans quelques jours. Lorsque Stefan fait également savoir que son père et sa sœur ne sont pas invités à la fête, le vieux Scheichelreuther est submergé non seulement d'une profonde tristesse mais aussi de colère. Pour faire une crasse à son fils, il décide d'adopter le fils de sa vachère.

### Second acte
Un salon élégant dans une villa viennoise
Stefan est marié à Friederike von Grunow depuis un an. Non seulement il dirige un cabinet médical florissant à Vienne, mais il a également accédé au poste de professeur d'université. Il n'a jamais dit à sa propre femme son origine paysanne.
Aujourd'hui, le couple reçoit un visiteur de Berlin : le conseiller privé von Grunow avec sa femme Viktoria et son fils Horst, un fier lieutenant hussard, veulent voir comment vont les deux. De leur côté, Matthäus Scheichelreuther, sa fille Annamirl, le parrain de Stefan Lindoberer et son fils Vincenz ont également décidé de rendre visite au jeune couple le même jour sans prévenir. Comme à son habitude du village, le vieux Scheichelreuther a son bonnet pointu et l'accordéon avec lui. Les distingués parents de Berlin sont choqués lorsqu'ils découvrent les origines de Stefan. Ils vont même jusqu'à recommander à Friederike de quitter son mari. Mais elle refuse de les écouter et se montre particulièrement amicale avec les villageois. Il ne faut pas longtemps avant que sa gentillesse ne se propage à son mari et peu de temps après à la famille à Berlin. Le fermier Scheichelreuther peut enfin être à nouveau fier de son fils ; à la fin Annamirl et Vincenz formeront également un couple heureux.

## Orchestration
| Instrumentation de Der fidele Bauer            |
| Bois                                           |
| 2 flûtes, 2 hautbois, 2 clarinettes, 2 bassons |
| Cuivres                                        |
| 3 cors, 2 trompettes, 3 trombones              |
| Cordes pincées                                 |
| 1 harpe                                        |
| Percussions                                    |
| Célesta, tambours                              |
| Musique de scène                               |
| Orgue, accordéon                               |

## Histoire
Victor Léon décide d'adapter sa pièce Die lieben Kinder en opérette en découvrant la musique de Leo Fall. Dans la pièce, un brocanteur juif donne sa la nourriture juste pour pouvoir laisser son fils étudier. Plus tard, le fils a honte de ses origines pauvres et renie son père. Cependant, Léon réécrit complètement la pièce, la relocalise dans le milieu paysan et l'appelle Der fidele Bauer. Fall compose l'opérette en très peu de temps. Wilhelm Karczag, directeur du Theater an der Wien, refuse la représentation. Peu de temps auparavant, l'opérette de Fall, Der Rebell, avait déçu le public, et Karczag considère également le milieu paysan comme un arrière-plan inadapté à une opérette.
Lorsque León est nommé directeur artistique du festival d'opérette au Großherzoglich-Badisches Hoftheater de Mannheim pour l'été 1907, il en profite pour créer Der fidele Bauer. Louis Treumann tient le rôle principal. L'opérette est un succès instantané. La chanson Heinerle, Heinerle, hab ka Geld doit être répétée trois fois.

## Adaptations
- Der fidele Bauer, film allemand en quatre parties réalisé par Franz Glawatsch sorties en 1908.
- Der fidele Bauer, film allemand réalisé par Franz Seitz senior sorti en 1928.
- Le Paysan allègre, film allemand réalisé par Georg Marischka sorti en 1951.
- Der fidele Bauer, téléfilm allemand réalisé par Kurt Wilhelm diffusé en 1962.
- Der fidele Bauer, téléfilm allemand réalisé par Axel von Ambesser diffusé en 1971.

## Source de la traduction
- (de) Cet article est partiellement ou en totalité issu de l’article de Wikipédia en allemand intitulé « Der fidele Bauer » (voir la liste des auteurs).